# Cambarus eeseeohensis
Cambarus eeseeohensis е вид десетоного от семейство Cambaridae. Видът е уязвим и сериозно застрашен от изчезване.

## Разпространение и местообитание
Разпространен е в САЩ (Северна Каролина).
Обитава сладководни басейни, реки и потоци.